# 일리 조약
일리 조약(伊犁條約)은 1881년 중앙아시아에서 청나라와 러시아 제국의 국경을 획정한 조약이다. 상트페테르부르크 조약이라고도 한다. 1862년 이후 중국 서북의 이슬람 교도의 반란은 1864년 이후 톈산 남북로(天山南北路)에 파급되었으나, 러시아는 이 혼란을 틈타 일리 지방에 출병하여 점령해 버렸다(일리 사건, 1871~1881). 청나라는 이에 항의하였으나 이 조약으로 호르고스강을 국경으로 하여 몽골 신장에서 러시아인의 통상 활동을 인정하고 배상금을 지불하였다.

## 상세
1864년 쿠차(庫車)의 호자(Khoja) 가문의 봉기가 발생하였다. 인근 코칸트 칸국에서 파견된 장군 야쿱 벡은 이들을 제압한 후 이 지역에서 새롭게 자립하였다. 이러한 상황에서 러시아가 일리 지역을 점령하는 일이 벌어졌고, 청과 러시아는 리바디아 조약을 통해 일리 지역을 돌려받고자 한다. 그런데 리바디아 조약에서는 일리 지역을 청에게 돌려주는 대가로 굉장히 많은 영토를 러시아에 할양하기로 하였다. 결국 이는 많은 비판에 직면하게 되었고, 청은 증기택을 새로이 파견하여 재교섭하게 되었다. 이러한 재교섭 결과 체결된 것이 일리 조약이다. 이 조약에서는 일리 지역을 대부분 청에 반환하는 대가로 일리 지역의 극히 일부와 90만 루블을 지불하기로 하였으며 발하슈호 고흐노바다흐샨 자치주 키르기스스탄의 오시주 나린주 이식쿨주 카자흐스탄의 알마티주 제티수주 아바이주 동카자흐스탄주 러시아의 알타이 공화국까지 내주었으며 현재 중국의 서북쪽과 서남쪽 국경이 확정되었다.

## 같이 보기
- 서역신강